# Campionat d'Europa de futbol 2000
L'Eurocopa de futbol de 2000 es va disputar a Bèlgica i als Països Baixos, entre el 10 de juny i el 2 de juliol de 2000.
La selecció de França va aconseguir el seu segon campionat, després del guanyat el 1984. França va esdevenir la primera selecció que jugant en qualitat de campiona del món (havia aconseguit imposar-se en la Copa del Món 1998) guanayava també amb el campionat europeu, encara que Alemanya Federal va guanyar la Copa del Món 1974 sent campiona d'Europa.
La gran generació de futbolistes francesos van mostrar la seva superioritat durant tot el torneig, jugant un futbol de gran control en el centre del camp, amb futbolistes com Zinédine Zidane, Didier Deschamps o Patrick Vieira, i una gran creativitat en l'atac, amb els joves Thierry Henry i David Trézéguet. En la final es van imposar a Itàlia amb un gol d'or de Trézéguet en la pròrroga.

## Països participants
Vegeu la fase de classificació en: Classificació per a l'Eurocopa 2000.
| Equips participants | Equips participants | Equips participants | Equips participants     |
| ------------------- | ------------------- | ------------------- | ----------------------- |
| Alemanya            | Espanya             | Noruega             | Romania                 |
| Bèlgica             | França              | Països Baixos       | Suècia                  |
| Dinamarca           | Anglaterra          | Portugal            | Turquia                 |
| Eslovènia           | Itàlia              | República Txeca     | Rep. Fed. de Iugoslàvia |

## Seus
| Ciutat      | Estadi                     | Capacitat |
| ----------- | -------------------------- | --------- |
| Amsterdam   | Amsterdam ArenA            | 51.859    |
| Arnhem      | Gelredome                  | 29.600    |
| Bruges      | Jan Breydel Stadion        | 30.000    |
| Brussel·les | Estadi Rei Balduí          | 50.000    |
| Charleroi   | Stade du Pays de Charleroi | 30.000    |
| Eindhoven   | Philips Stadion            | 36.500    |
| Lieja       | Stade Maurice Dufrasne     | 29.173    |
| Rotterdam   | Stadion Feijenoord         | 52.000    |

## Primera fase

### Grup A
| Equip      | Pts | PJ | PG | PE | PP | GF | GC |
| ---------- | --- | -- | -- | -- | -- | -- | -- |
| Portugal   | 9   | 3  | 3  | 0  | 0  | 7  | 2  |
| Romania    | 4   | 3  | 1  | 1  | 1  | 4  | 4  |
| Anglaterra | 3   | 3  | 1  | 0  | 2  | 5  | 6  |
| Alemanya   | 1   | 3  | 0  | 1  | 2  | 1  | 5  |

### Grup B
| Equip   | Pts | PJ | PG | PE | PP | GF | GC |
| ------- | --- | -- | -- | -- | -- | -- | -- |
| Itàlia  | 9   | 3  | 3  | 0  | 0  | 6  | 2  |
| Turquia | 4   | 3  | 1  | 1  | 1  | 3  | 2  |
| Bèlgica | 3   | 3  | 1  | 0  | 2  | 2  | 5  |
| Suècia  | 1   | 3  | 0  | 1  | 2  | 2  | 4  |

### Grup C
| Equip                   | Pts | PJ | PG | PE | PP | GF | GC |
| ----------------------- | --- | -- | -- | -- | -- | -- | -- |
| Espanya                 | 6   | 3  | 2  | 0  | 1  | 6  | 5  |
| Rep. Fed. de Iugoslàvia | 4   | 3  | 1  | 1  | 1  | 7  | 7  |
| Noruega                 | 4   | 3  | 1  | 1  | 1  | 1  | 1  |
| Eslovènia               | 2   | 3  | 0  | 2  | 1  | 4  | 5  |

### Grup D
| Equip           | Pts | PJ | PG | PE | PP | GF | GC |
| --------------- | --- | -- | -- | -- | -- | -- | -- |
| Països Baixos   | 9   | 3  | 3  | 0  | 0  | 7  | 2  |
| França          | 6   | 3  | 2  | 0  | 1  | 7  | 4  |
| República Txeca | 3   | 3  | 1  | 0  | 2  | 3  | 3  |
| Dinamarca       | 0   | 3  | 0  | 0  | 3  | 0  | 8  |

## Fase final
|  | Quarts de final                             | Quarts de final                         |                                             |       | Semifinals | Semifinals |  |  | Final | Final |
|  |                                             |                                         |                                             |       |            |            |  |  |       |       |
|  | 25 de juny - Jan Breydel Stadion, Bruges    |                                         |                                             |       |            |            |  |  |       |       |
|  |                                             |                                         |                                             |       |            |            |  |  |       |       |
|  | Espanya                                     | 1                                       |                                             |       |            |            |  |  |       |       |
|  | Espanya                                     | 1                                       | 28 de juny - Estadi Rei Balduí, Brussel·les |       |            |            |  |  |       |       |
|  | França                                      | 2                                       |                                             |       |            |            |  |  |       |       |
|  | França                                      | 2                                       | França                                      | 2     |            |            |  |  |       |       |
|  | 24 de juny - Amsterdam ArenA, Amsterdam     |                                         | França                                      | 2     |            |            |  |  |       |       |
|  |                                             | Portugal                                | 1                                           |       |            |            |  |  |       |       |
|  | Turquia                                     | Portugal                                | 1                                           | 0     |            |            |  |  |       |       |
|  | Turquia                                     |                                         | 2 de juliol - Stadion Feijenoord, Rotterdam | 0     |            |            |  |  |       |       |
|  | Portugal                                    | 2                                       |                                             |       |            |            |  |  |       |       |
|  | Portugal                                    | 2                                       | França (pr.)                                | 2     |            |            |  |  |       |       |
|  | 24 de juny - Estadi Rei Balduí, Brussel·les |                                         | França (pr.)                                | 2     |            |            |  |  |       |       |
|  |                                             | Itàlia                                  | 1                                           |       |            |            |  |  |       |       |
|  | Itàlia                                      | Itàlia                                  | 1                                           | 2     |            |            |  |  |       |       |
|  | Itàlia                                      | 29 de juny - Amsterdam ArenA, Amsterdam |                                             | 2     |            |            |  |  |       |       |
|  | Romania                                     | 0                                       |                                             |       |            |            |  |  |       |       |
|  | Romania                                     | 0                                       | Itàlia (pen.)                               | 0 (3) |            |            |  |  |       |       |
|  | 25 de juny - Stadion Feijenoord, Rotterdam  |                                         | Itàlia (pen.)                               | 0 (3) |            |            |  |  |       |       |
|  |                                             | Països Baixos                           | 0 (1)                                       |       |            |            |  |  |       |       |
|  | Països Baixos                               | Països Baixos                           | 0 (1)                                       | 6     |            |            |  |  |       |       |
|  | Països Baixos                               |                                         |                                             | 6     |            |            |  |  |       |       |
|  | Rep. Fed. de Iugoslàvia                     | 1                                       |                                             |       |            |            |  |  |       |       |
|  | Rep. Fed. de Iugoslàvia                     | 1                                       |                                             |       |            |            |  |  |       |       |

### Final
| França                               | 2–1 | Itàlia         |
| ------------------------------------ | --- | -------------- |
| Wiltord 90' Trézéguet 103'(gol d'or) |     | Delvecchio 55' |

 Stadion Feijenoord, Rotterdam
Àrbitre: Anders Frisk (Suècia)
Assistència: 48.200        
| FRANÇA                                                                                              | ITÀLIA |
| --------------------------------------------------------------------------------------------------- | --- |
| 16 Fabien Barthez                                                                                   | 12 Francesco Toldo                                                                                              |
| 15 Lilian Thuram                                                                                    | 5 Fabio Cannavaro                                                                                               |
| 5 Laurent Blanc                                                                                     | 13 Alessandro Nesta                                                                                             |
| 8 Marcel Desailly                                                                                   | 15 Mark Iuliano                                                                                                 |
| 3 Bixente Lizarazu                                                                                  | 11 Gianluca Pessotto                                                                                            |
| 6 Youri Djorkaeff                                                                                   | 14 Luigi Di Biagio                                                                                              |
| 4 Patrick Vieira                                                                                    | 4 Demetrio Albertini                                                                                            |
| 7 Didier Deschamps                                                                                  | 18 Stefano Fiore                                                                                                |
| 10 Zinédine Zidane                                                                                  | 3 Paolo Maldini                                                                                                 |
| 21 Christophe Dugarry                                                                               | 20 Francesco Totti                                                                                              |
| 12 Thierry Henry                                                                                    | 21 Marco Delvecchio                                                                                             |
| DT Roger Lemerre                                                                                    | DT Dino Zoff |
| Canvis Sylvain Wiltord (Dugarry, 58') David Trezeguet (Djorkaeff, 76') Robert Pires (Lizarazu, 85') | Canvis Alessandro Del Piero (Fiore, 53') Massimo Ambrosini (Di Biagio, 66') Vincenzo Montella (Delvecchio, 86') |
| Amonestats Thuram                                                                                   | Amonestats Cannavaro Di Biagio Totti                                                                            |

|  | Campió: FRANÇA Segon títol |

## Estadístiques finals
| Equip | Equip                   | Pts | PJ | PG | PE | PP | GF | GC | Dif | Rend  |
| ----- | ----------------------- | --- | -- | -- | -- | -- | -- | -- | --- | ----- |
| 1     | França                  | 15  | 6  | 5  | 0  | 1  | 13 | 8  | +5  | 83,3% |
| 2     | Itàlia                  | 13  | 6  | 4  | 1  | 1  | 10 | 3  | +7  | 72,2% |
| 3     | Països Baixos           | 13  | 5  | 4  | 1  | 0  | 13 | 3  | +10 | 86,7% |
| 4     | Portugal                | 12  | 5  | 4  | 0  | 1  | 10 | 4  | +6  | 80%   |
| 5     | Espanya                 | 6   | 4  | 2  | 0  | 2  | 7  | 7  | 0   | 50%   |
| 6     | Turquia                 | 4   | 4  | 1  | 1  | 2  | 3  | 4  | -1  | 33,3% |
| 7     | Romania                 | 4   | 4  | 1  | 1  | 2  | 4  | 6  | -2  | 33,3% |
| 8     | Rep. Fed. de Iugoslàvia | 4   | 4  | 1  | 1  | 2  | 8  | 13 | -5  | 33,3% |
| 9     | Noruega                 | 4   | 3  | 1  | 1  | 1  | 1  | 1  | 0   | 44,4% |
| 10    | República Txeca         | 3   | 3  | 1  | 0  | 2  | 3  | 3  | 0   | 33,3% |
| 11    | Anglaterra              | 3   | 3  | 1  | 0  | 2  | 5  | 6  | -1  | 33,3% |
| 12    | Bèlgica                 | 3   | 3  | 1  | 0  | 2  | 2  | 5  | -3  | 33,3% |
| 13    | Eslovènia               | 2   | 3  | 0  | 2  | 1  | 4  | 5  | -1  | 22,2% |
| 13    | Suècia                  | 1   | 3  | 0  | 1  | 2  | 2  | 4  | -2  | 11,1% |
| 15    | Alemanya                | 1   | 3  | 0  | 1  | 2  | 1  | 5  | -4  | 11,1% |
| 16    | Dinamarca               | 0   | 3  | 0  | 0  | 3  | 0  | 8  | -8  | 0,0%  |

## Golejadors
| Jugador          | Selecció                | Gols |
| ---------------- | ----------------------- | ---- |
| Patrick Kluivert | Països Baixos           | 5    |
| Savo Milošević   | Rep. Fed. de Iugoslàvia | 5    |
| Nuno Gomes       | Portugal                | 4    |
| Sérgio Conceição | Portugal                | 3    |
| Thierry Henry    | França                  | 3    |
| Zlatko Zahovič   | Eslovènia               | 3    |

## Equip ideal UEFA All-Star
| Porters         | Defenses         | Centrecampistes        | Davanters        |
| --------------- | ---------------- | ---------------------- | ---------------- |
| Fabien Barthez  | Laurent Blanc    | Demetrio Albertini     | Nuno Gomes       |
| Francesco Toldo | Frank de Boer    | Rui Costa              | Raúl González    |
|                 | Fabio Cannavaro  | Edgar Davids           | Thierry Henry    |
|                 | Marcel Desailly  | Luis Figo              | Patrick Kluivert |
|                 | Paolo Maldini    | Josep Guardiola i Sala | Savo Milošević   |
|                 | Alessandro Nesta | Patrick Vieira         | Francesco Totti  |
|                 | Lilian Thuram    | Zinédine Zidane        |                  |